# Five and Ten Cent Annie
Pour plus de détails, voir Fiche technique et Distribution.
Five and Ten Cent Annie est un film américain réalisé par Roy Del Ruth, sorti en 1928.

## Fiche technique
- Titre : Five and Ten Cent Annie
- Réalisation : Roy Del Ruth
- Scénario : Robert Lord, Charles R. Condon (en), Jack Warner et Joseph Jackson (en)
- Photographie : Norbert Brodine
- Montage : Ralph Dawson
- Société de production : Warner Bros.
- Pays de production : États-Unis
- Format : Noir et blanc - 1,33:1 - Film muet
- Genre : comédie
- Date de sortie : 1928

## Distribution
- Louise Fazenda : Annie
- Clyde Cook : Elmer Peck
- William Demarest : Briggs
- Gertrude Astor : Blonde
- Tom Ricketts : Adam Peck
- Douglas Gerrard : Juge
- George Beranger : Chef d'orchestre
- Flora Finch : invitée au mariage
- Billy Franey : invité au mariage